# Самбуева, Екатерина Балдановна
Екатерина Балдановна Самбу́ева (род. 5 декабря 1949, Улан-Удэ) — советская и российская артистка балета, балетмейстер. Народная артистка РСФСР (1988).

## Биография
Екатерина Самбуева родилась 5 декабря 1949 года в Улан-Удэ. В 1961 году поступила в Бурятское хореографическое училище (педагог З. Н. Тыжеброва). После окончания училища с 1967 года занималась в классе усовершенствования Ленинградского хореографического училища (педагог Н. М. Дудинская). В 1969 году вернулась в Улан-Удэ и поступила в балетную труппу Бурятского государственного театра оперы и балета. Успешно танцевала в классических, национальных и современных балетах. Часто выступала в паре с Юрием Муруевым. Выступала с гастролями за рубежом. Среди основных её партий: Одетта-Одиллия, Жизель, Пахита, Эсмеральда, Китри, Раймонда, Ангара, Мария, Зарема, принцесса Ширин, Мехменэ Бану, Гаянэ, Нунэ, Клеопатра, Фригия, Джульетта, Ева, Канделос, Нурида, Ампаро в «Испанских миниатюрах», Лиза в «Тщетной предосторожности». Исполнила роль Аннуир в фильме «Земля Санникова».
В 1982 году стажировалась в Ленинградском театре оперы и балета им. С. М. Кирова. В 1989 году с отличием окончила заочное отделение ГИТИСа. Преподавала в Улан-Удэнском хореографическом училище, в 1994-1997 годах была его художественным руководителем. В 1999 году стала художественным руководителем и педагогом-репетитором балетной труппы Бурятского государственного академического театра оперы и балета. При ней в театре были осуществлены постановки:
- «Арлекинада» Г. Доницетти,
- «Коппелия» Л. Делиба,
- «Собор Парижской богоматери» Ц. Пуни,
- «Руслан и Людмила» М. Глинки,
- «Лебединое озеро» П. Чайковского,
- «Анна на шее» В. Гаврилина,
- «Буратино» В. Бочарова,
- «Король вальса» И. Штрауса,
- «Ромео и Джульетта» С. Прокофьева,
- «Кармина Бурана» К. Орфа,
- «Франческа да Римини» П. Чайковского,
- «Макбет» К. Молчанова,
- балет «Юки».

В 2013 году Екатерина Самбуева стала главным балетмейстером Государственного Театра оперы и балета Республики Коми.

### Фильмография
| Год  |   | Название        | Роль              |
| ---- | - | --------------- | ----------------- |
| 1972 | ф | Земля Санникова | Аннуир, онкилонка |

## Награды
- Народная артистка РСФСР (1988)[1]
- Заслуженная артистка РСФСР (1983)[1]
- Народная артистка Бурятской АССР (1979)[1]
- Лауреат Государственной премии Республики Бурятия[1]
- Лауреат XI Всемирного фестиваля молодежи и студентов в Гаване (Куба)[1]
- Дипломант Всесоюзного смотра молодых артистов балета[1]
- Почётные грамоты Президента, Правительства и Министерства культуры Республики Бурятия[1]
- Медаль Агвана Доржиева (2010, Бурятия)[2]
- Медаль Дружбы Вьетнама[1]
- Почётные знаки Португалии и Монголии[1]